# Juneyao Airlines
Juneyao Airlines is een Chinese luchtvaartmaatschappij met haar thuisbasis in Shanghai.

## Geschiedenis
Juneyao Airlines is opgericht in 2005 door de Juneyao Group. In 2006 werd een samenwerkingsovereenkomst gesloten met Okay Airlines. De eerste vlucht was op 25 september 2006.

## Vloot
De vloot van Juneyao Airlines (augustus 2017) bestaat uit:
- 41 Airbus A320-200
- 27 Airbus A321-200

Daarnaast heeft de maatschappij 5 Boeing 787-9 Dreamliners in bestelling.